# Ак-Терек (Ийри-Сууский айылный аймак)
Ак-Терек (кирг. Ак-Терек) — село в Узгенском районе Ошской области Кыргызстана. Входит в состав Ийри-Сууского аильного округа. Код СОАТЕ — 41706 255 826 02 0

## Население
По данным переписи 2023 года, в селе проживало 553 человек.